# Флемінг (Нью-Йорк)
Флемінг (англ. Fleming) — місто (англ. town) в США, в окрузі Каюга штату Нью-Йорк. Населення — 2477 осіб (2020).

## Демографія
Згідно з переписом 2010 року, у місті мешкало 2636 осіб у 1081 домогосподарстві у складі 773 родин. Було 1215 помешкань
Расовий склад населення:
| - 97,7 % — білих - 0,3 % — азіатів - 0,2 % — корінних американців - 0,1 % — чорних або афроамериканців - 1,0 % — осіб інших рас |

До двох чи більше рас належало 0,7 %. Частка іспаномовних становила 1,7 % від усіх жителів.
За віковим діапазоном населення розподілялося таким чином: 18,6 % — особи молодші 18 років, 63,8 % — особи у віці 18—64 років, 17,6 % — особи у віці 65 років та старші. Медіана віку мешканця становила 48,0 року. На 100 осіб жіночої статі у місті припадало 102,6 чоловіків;  на 100 жінок у віці від 18 років та старших — 102,7 чоловіків також старших 18 років.
Середній дохід на одне домашнє господарство  становив 96 543 долари США (медіана — 79 444), а середній дохід на одну сім'ю — 102 675 доларів (медіана — 86 719). Медіана доходів становила 58 125 доларів для чоловіків та 48 177 доларів для жінок. За межею бідності перебувало 2,4 % осіб, у тому числі 6,6 % дітей у віці до 18 років та 0,8 % осіб у віці 65 років та старших.
Цивільне працевлаштоване населення становило 1452 особи. Основні галузі зайнятості: освіта, охорона здоров'я та соціальна допомога — 25,3 %, виробництво — 11,3 %, публічна адміністрація — 10,4 %.